# Arkitekt
En arkitekt er en person, der formgiver vore fysiske omgivelser, eksempelvis bygninger, byer, byrum, industrielt designede genstande, grafik, haver eller møbler, under hensyntagen til historie, kontekst, økonomiske rammer, tekniske krav, lys-lyd-rum, lovgivning, klima, og sociale og psykologiske forhold etc. Det hele skal arkitekten samle til et færdigt, velafbalanceret, realiserbart projekt. 
Betegnelsen "arkitekt" kommer fra græsk (arkhi-, mester + tekton, bygger) og kan oversættes til bygmester; erhvervet er da også lige så gammelt som den græske kultur, der i vidt omfang benyttede arkitekter.
Arkitektfaget spænder i dag bredt over by- og landskabsplanlægning, bybygning/byrumsindretning, byggeteknik, bygningskunst, bygge- og anlægsvirksomhed, visuel kommunikation, industrielt design mm.
Det gængse forløb indenfor et byggeri er, at arkitekten (eller bygningskonstruktøren) projekterer, ofte i samarbejde med ingeniører, et forslag som godkendes af bygherren. Forslaget sendes til godkendelse hos myndighederne. Arkitekten vælger, med mindre andet er givet, hvilke entreprenører der skal udføre de forskellige entrepriser f.eks. murer, tømrer, VVS mm. Herefter udarbejdes tidsfølgeplan som indeholder skæringspunkter, hvor forskellige delentrepricer skal være færdige. Gennem løbende byggemøder holdes parterne orienteret om byggeriets fremskriden, overholdelse af tidsfrister, eventuelle problemer mm. Arkitekten følger evt. gennem en byggepladsleder/bygningskonstruktør byggeriets gang for at sikre sig, at alt går rigtigt til. Ved færdiggørelse af tagkonstruktionen holdes med alle implicerede et rejsegilde. Ved byggeriets afslutning afholdes indvielse der markerer byggeriets afslutning.
Mens alt tegnearbejde tidligere blev skitsering udført på papir/manifold og optegnet på kalke, med blyant og penne, tegnetrekanter, omsætningsmålestok m.m. bliver tilsvarende arbejde i dag udført hovedsageligt  på computer ved hjælp af avancerede tegneprogrammer som f.eks. Revit, MicroStation, AutoCad, 3ds max, Rhino mv. Det giver udover store editeringsmæssige fordele også mulighed for rimeligt virkelighedstro - eller manipulerende -  rumlig visualisering inkl. virtuelle "3D-vandringer" gennem det projekterede. De avancerede tegneprogrammer anvender i stigende grad BIM-modeller. BIM-modeller muliggør digital udveksling af modeller/underlag mellem faggrupper, samt øget information om mængder og koordinering af bygningsdele. (Der er blandt arkitekter opmærksomhed på, at der tabes noget i skitseringen, hvis der kun arbejdes med tegneprogrammer og ikke sideløbende i opstart skitseres frit i hånden.)
Arkitekter kan være selvstændige og/eller indgå i tegnestuesammenhæng på flere måder. Eller arbejde i det offentlige som projektledere og sagsbehandlere i kommunernes udviklingsafdelinger og tekniske forvaltninger mv. På grund af den høje arbejdsløshed i faget[kilde mangler] skønnes det, at kun ca. 30% af de færdiguddannede arbejder som arkitekt i traditionel forstand.
Arkitekten har hovedvægten på det helheden, lige fra det æstetiske/form/mæssige til lovgivningrn, lokaliteten, historiske forhold, komposition af både form, farve, tekstur, lyd og lys, der skal gå op med statiske krav, føringsveje, redningsforhold mv, og udfører tegningsarbejdet. Ingeniøren beregner og dimensionerer konstruktionerne. Bygningskonstruktøren hjælper med byggetekniske forhold såsom tekniske detaljetegninger og snit.
Arkitektstudiet findes i København på Kunstakademiets Arkitektskole og i Aarhus på Arkitektskolen Aarhus. Studiet tager 5 år og afsluttes med et afgangsprojekt. Fra og med 2015 bliver studerende kun optaget gennem en optagelsesprøve. Man skal dog have en studentereksamen eller tilsvarende for at kunne søge om optagelse. Der er stærk adgangsbegrænsning på studiet, da det har været et populært fag i mange år, og mange vælger at forberede sig ved kurser på en kunsthøjskole. Man kan også tage søsteruddannelsen som Landskabsarkitekt (cand.hort.arch) på Det Biovidenskabelige Fakultet, hvor der bliver optaget via karaktersnit.
Arkitekt-titlen er ikke beskyttet, men efter bestået afgangseksamen fra en af de nævnte skoler kan man kalde sig cand.arch. Kandidater fra en af arkitektskolerne kan opnå medlemskab af Akademisk Arkitektforening, deraf titlen arkitekt M.A.A.